# 第四銀行
株式会社第四銀行（だいしぎんこう、英称：The Daishi Bank, Ltd.）は、かつて新潟県新潟市中央区に本店を置いていた地方銀行である。
2021年1月1日付で株式会社北越銀行との合併に伴い、商号を株式会社第四北越銀行に変更した。本項では合併以前の業態について記述する。

## 概要
新潟県におけるリーディングバンクとして、県内に強固な経営基盤を有し、県及び新潟市の指定金融機関とされていた。新潟市中央区の本店のほか、地域拠点として長岡市に長岡営業部、上越市に高田営業部を設けていた。
1872年（明治5年）に制定された国立銀行条例に基づいて設立された金融機関のうち、俗に言う「ナンバー銀行」の商号のまま現存する法人としては最古の銀行であった。
1992年（平成4年）9月に竣工した本店ビル内にはコミュニティ施設としてだいしホールが開設されている。各種コンサートや講演会などに利用されている。また同ビルには「だいし金融資料室」も設置されており、同行の歩みも知ることが出来る。
1927年（昭和2年）に開店した旧住吉町支店の建物は、都市計画道路「万代島ルート線」（柳都大橋など）の建設に伴い2004年（平成16年）に新潟市歴史博物館（みなとぴあ）の敷地へ復元移築された。同建物は、昭和時代初期の新古典主義の建築様式が評価され、2005年（平成17年）に国の登録有形文化財に登録された（第15-0186号）。なお住吉町支店の店舗は2002年（平成14年）、上大川前通十二番町へ移転新築している。
2006年（平成18年）3月、新潟証券と資本提携。同行傘下の証券会社とした。翌年2月には県内の金融機関として初めて、銀行・証券共同店舗（第四銀行柏崎支店、新潟証券柏崎支店）を開設して以降、県内各地に共同店舗を開設している。また2015年(平成27年）10月1日には、同証券を株式交換によって完全子会社化した上、第四証券へ商号を変更した。

### 北越銀行との経営統合
2018年、同じ新潟県内の長岡市に本店を置く北越銀行と経営統合。これに伴い発足した第四北越フィナンシャルグループの傘下に入った。
2019年、第四証券株式会社は第四北越証券株式会社に商号変更した。
2021年に北越銀行と合併。第四銀行を存続会社とし、商号を株式会社第四北越銀行に変更した。これに伴い、100年以上に亘って使用された「第四銀行」の行名は消滅した。

## 沿革
- 1873年（明治6年）11月 - 地主で豪農の市島徳治郎らが発起人となり「第四国立銀行」を設立。翌年3月1日に開業。市島が頭取、綿問屋の西脇清一郎（西脇順三郎の父）が副頭取を務めた。
- 1896年（明治29年） - 国立銀行営業満期前特別処分法が制定。普通銀行に転換され新潟銀行（にいがたぎんこう）と改称。
- 1912年（大正元年）以降 - 県内銀行を逐次合併。
- 1917年（大正6年） - 第四銀行と改称。
- 1943年（昭和18年） - 第二次世界大戦戦時体制下の一県一行主義政策により新潟銀行[注 2]・柏崎銀行・安塚銀行・能生銀行・第百三十九銀行を吸収合併。
- 1949年（昭和24年） - 新潟証券取引所上場。
- 1973年（昭和48年） - 東京証券取引所上場。
- 1974年（昭和49年） - 第四リース設立。
- 1975年（昭和50年） - 東証1部に指定替え。
- 1978年（昭和53年） - 第四信用保証設立。
- 1982年（昭和57年） - 第四ジェーシービーカード設立。
- 1991年（平成3年） - 第3次オンラインシステム稼動。
- 1992年（平成4年） - 新本店完成。
- 2006年（平成18年） - 新潟証券を連結子会社化。
- 2008年（平成19年） - システム共同化TSUBASAプロジェクト始動[4][5]。
- 2009年（平成21年） - 高田営業部、長岡営業部開設。
- 2011年（平成23年） - 上海駐在員事務所開設。
- 2012年（平成24年） - 東邦銀行とATM共同利用（相互無料開放）開始。
- 2015年（平成27年）
  - 2月23日 - ベインキャピタルによる主要取引行を務める雪国まいたけに対するTOBに応募することを表明[6][7]
  - 10月1日 - 新潟証券を完全子会社化。併せて商号を第四証券に変更。
- 2017年（平成29年）12月 - 公正取引委員会が北越銀行との合併を承認し、排除措置命令を行わない事を発表
- 2018年（平成30年）10月 - 北越銀行と統合し『第四北越フィナンシャルグループ』発足。
- 2019年（平成31年/令和元年）9月30日 - 信託業務の兼営認可を取得し、10月1日から業務を開始[8]。
- 2021年（令和3年）1月 - 北越銀行と合併し、商号を第四北越銀行に変更。

## ギャラリー

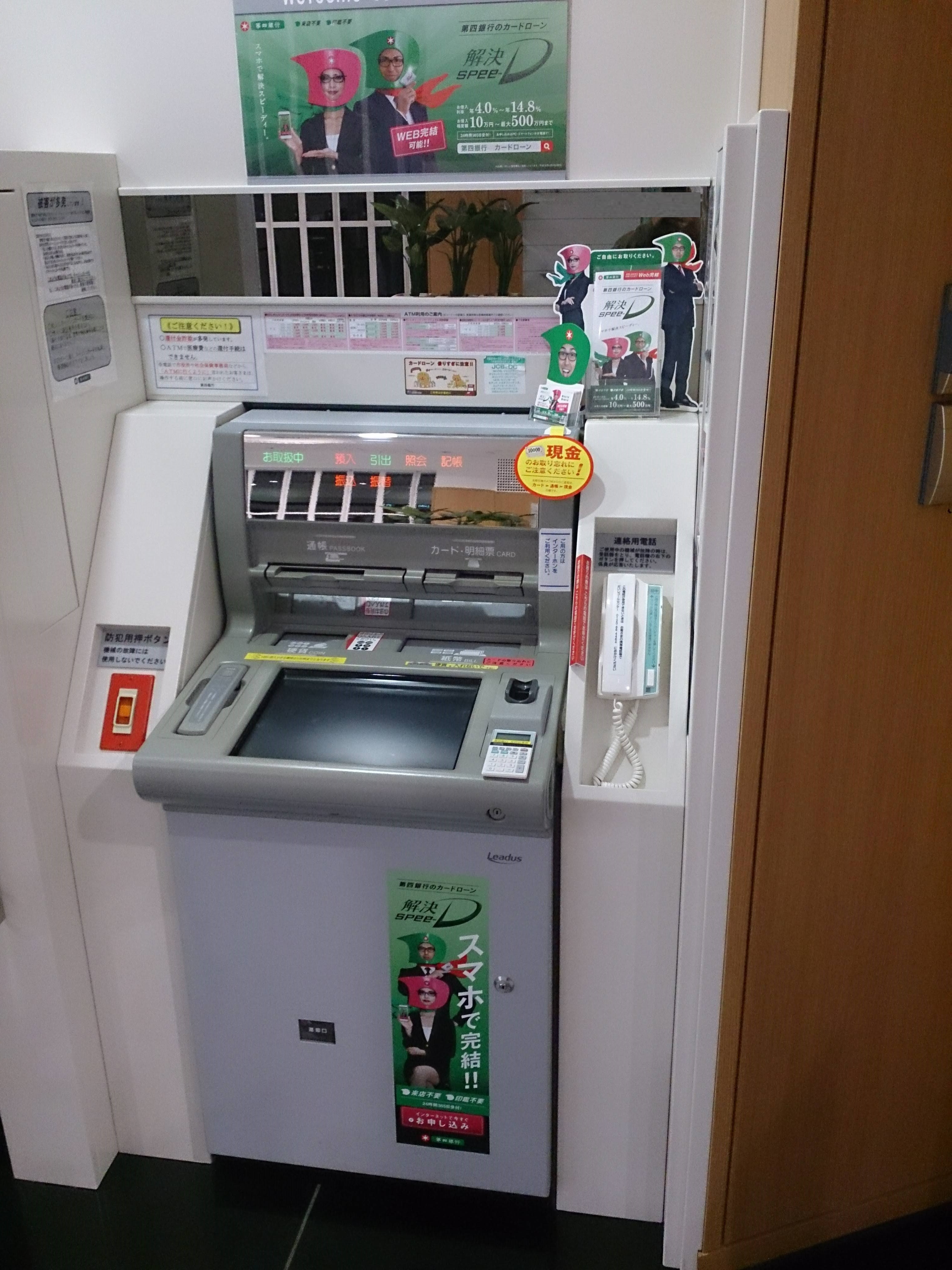
ATM
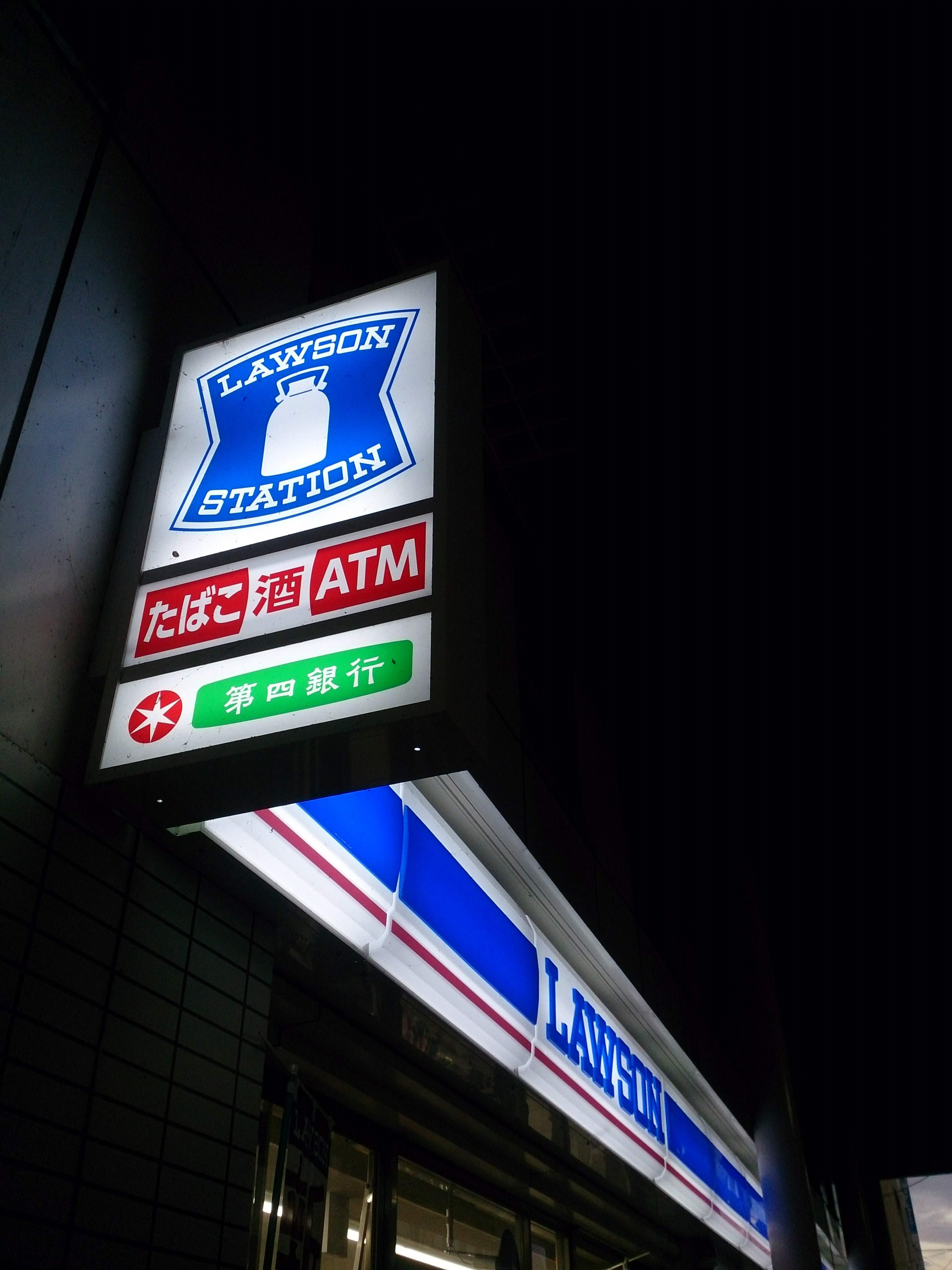
コンビニ「ローソン」内に設置された当行のATM
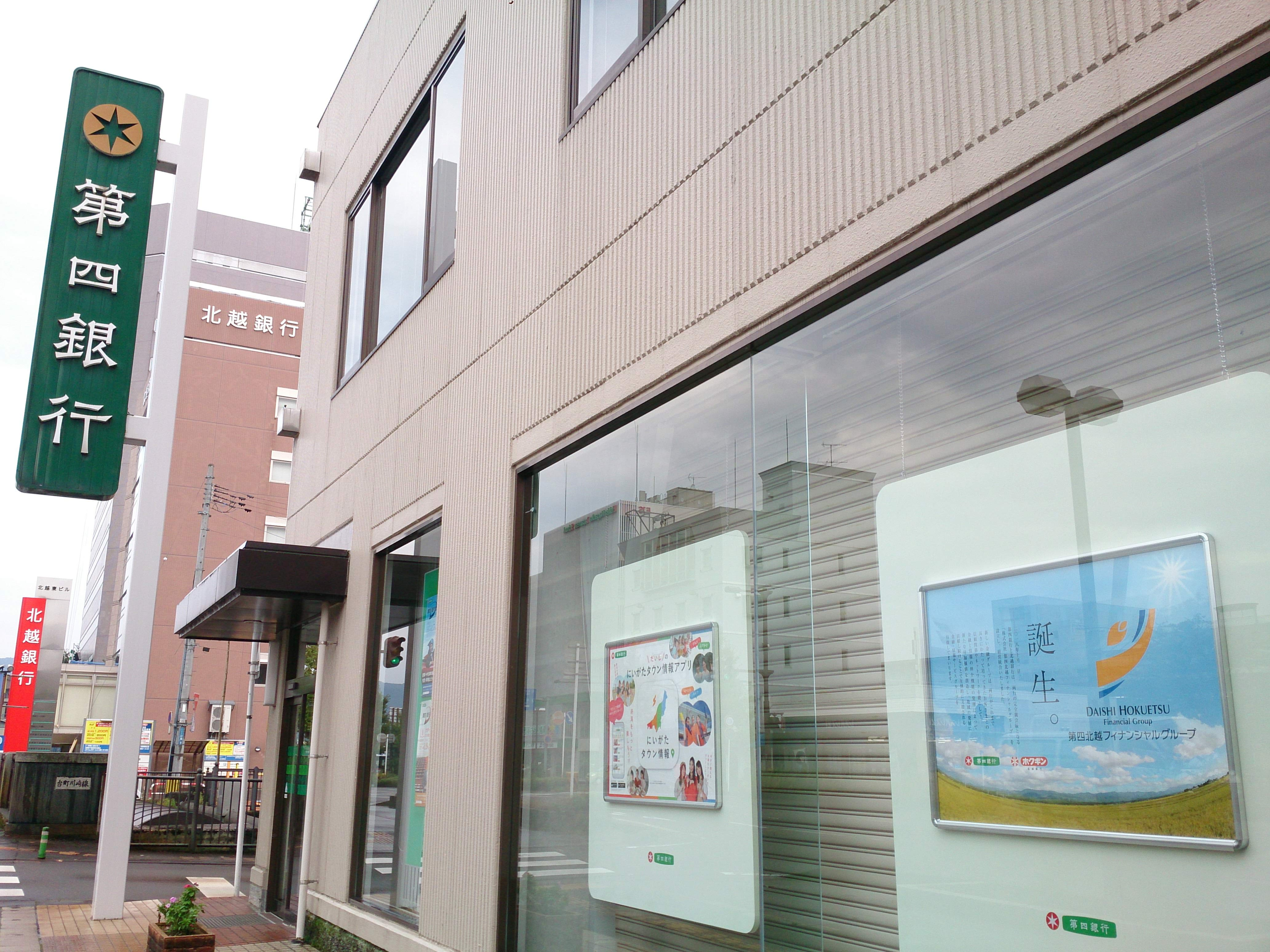
隣り合う第四銀行（長岡駅東支店）と北越銀行（長岡東支店）、第四銀行の店内には第四北越FG発足の告知が見受けられる
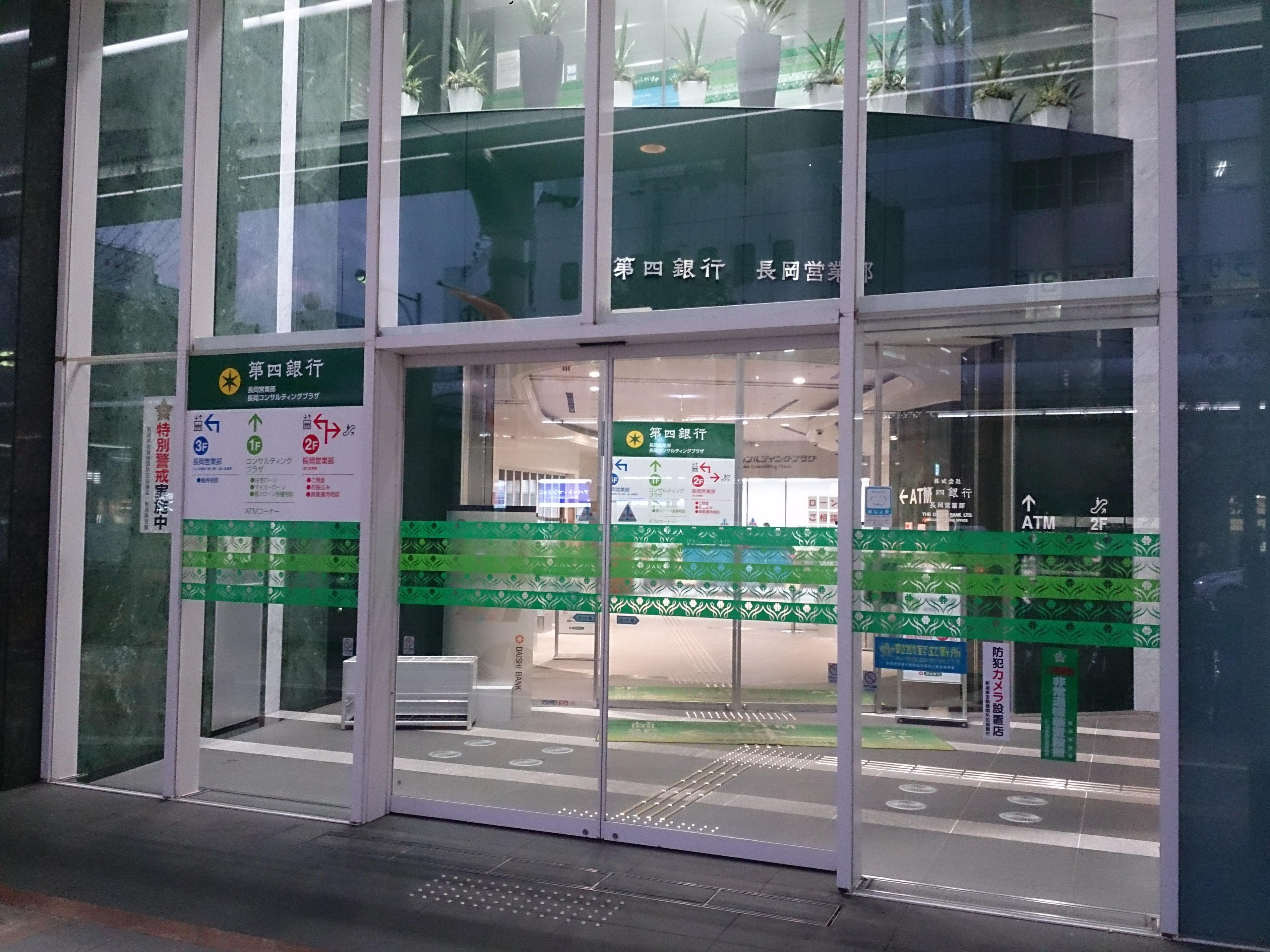
長岡営業部
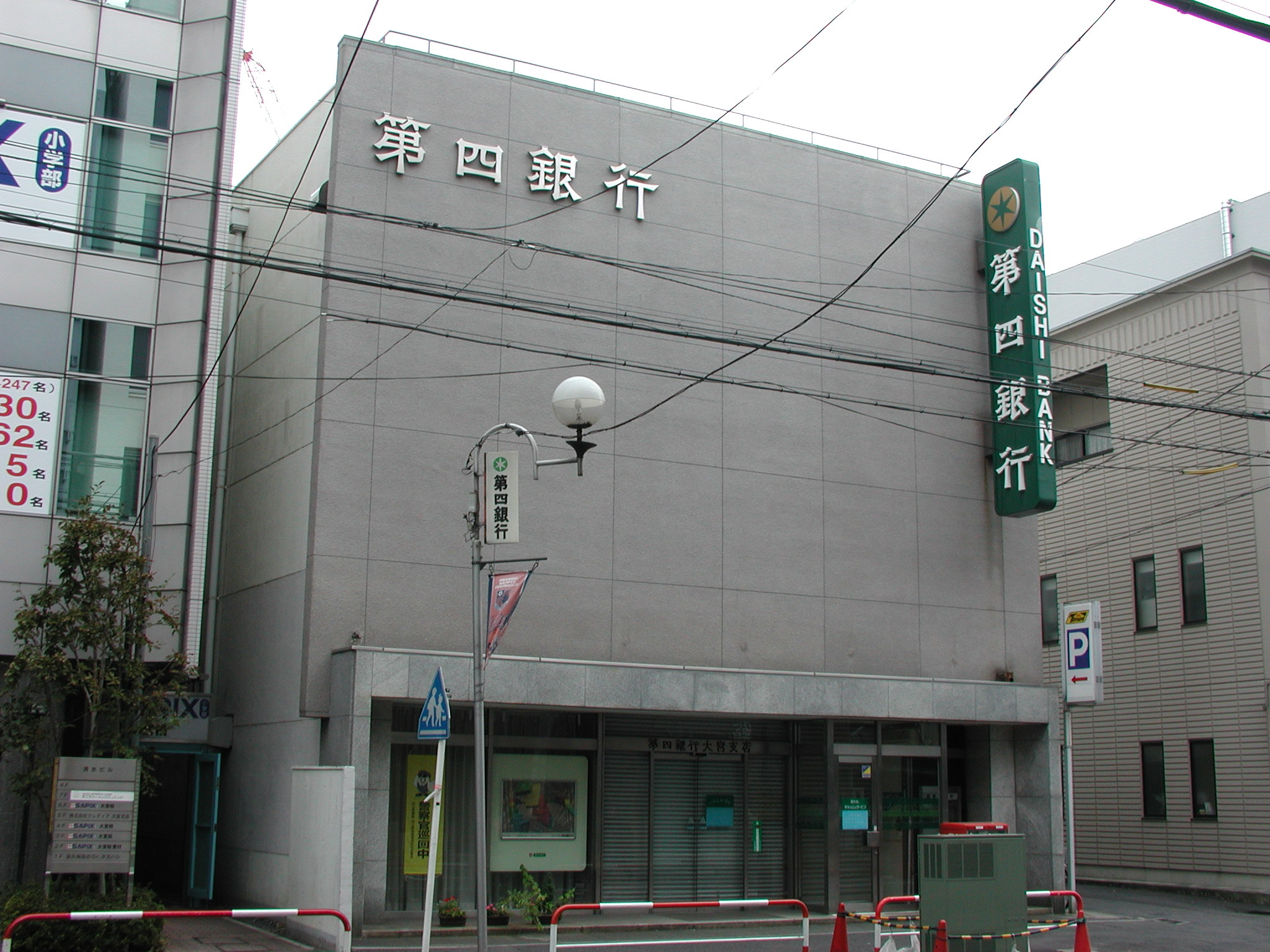
大宮支店
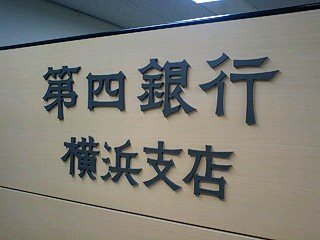
横浜支店
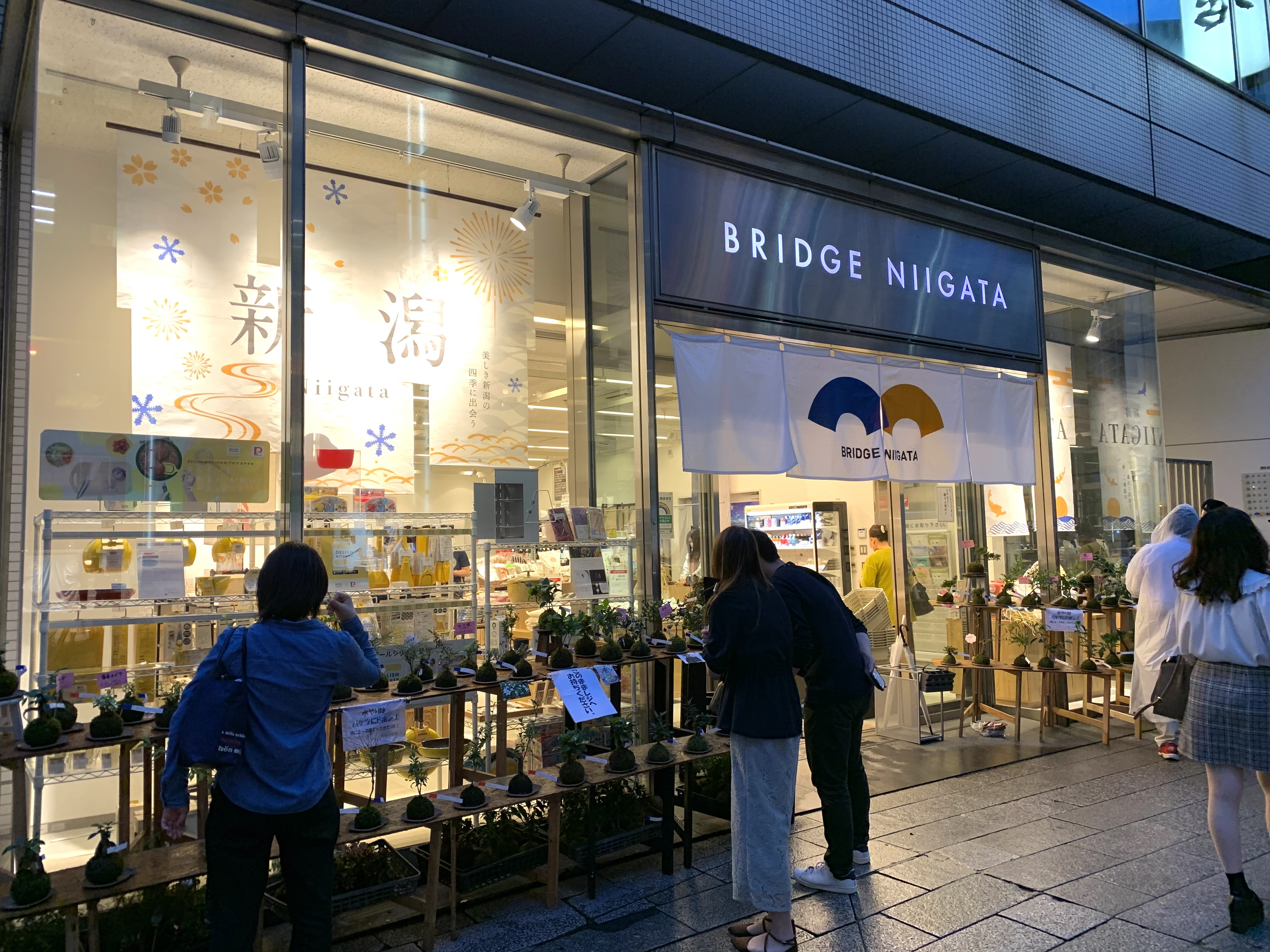
日本橋・三越前にある「ブリッジにいがた」

## 関連会社

### 連結子会社
- 第四リース株式会社
- 第四コンピューターサービス株式会社
- 第四信用保証株式会社
- 第四ジェーシービーカード株式会社
- だいし経営コンサルティング株式会社
- 第四ディーシーカード株式会社
- 第四証券株式会社 （2019年10月1日に「第四北越証券株式会社」に社名変更[9]）

## イメージキャラクター
- 高木美保
- 三田村邦彦（新潟県出身）
- 荒井乃梨子
- 橘和子
- 内山理名
- NGT48（2016年「だいしでいこう!」キャンペーン。キャプテン北原里英と県内出身3人を起用　2018年まで）